# Reprezentacja Indii Zachodnich w krykiecie mężczyzn
Reprezentacja Indii Zachodnich w krykiecie (ang. West Indian Cricket Team) – wielonarodowościowa drużyna sportowa reprezentująca piętnaście angielskojęzycznych państw i terytoriów zależnych Karaibów (Indii Zachodnich) i Gujany. Za jej funkcjonowanie odpowiedzialny jest West Indies Cricket Board.
Indie Zachodnie są dwukrotnym tryumfatorem mistrzostw świata z lat 1975 i 1979, a także finalistą z roku 1983. W ICC Champions Trophy dwukrotnie sięgnęli po tytuł wicemistrza, raz, w 2004 po tytuł mistrza. Reprezentanci Indii Zachodnich są aktualnymi obrońcami tytułu mistrza ICC World Twenty20 z 2016 roku. W rozgrywkach tych zwyciężali również w roku 2012.
Ponieważ drużyna składa się z graczy pochodzących z różnych krajów, oficjalną flagą drużyny nie jest flaga państwowa, ale specjalnie dla tego celu zaprojektowana flaga pokazująca palmę stojącą na małej wyspie symbolizującej wszystkie wyspy Karaibów.

## Historia
Pierwsze, nieoficjalne drużyny powstały w latach 90. XIX wieku w celu grania towarzyskich meczów z odwiedzającymi wyspy krykiecistami angielskimi. Drużyna Indii Zachodnich została oficjalnie przyjęta do International Cricket Council w 1926, a pierwszy oficjalny test rozegrała dwa lata później.

## Federacje zrzeszone w West Indies Cricket Board
W West Indies Cricket Board zrzeszonych jest sześć federacji krykietowych, reprezentujących dziewięć państw i sześć terytoriów zależnych. Są to:
- Barbados Cricket Association (Barbados)
- Guyana Cricket Board (Gujana)
- Jamaica Cricket Association (Jamajka)
- Trinidad & Tobago Cricket Board (Trynidad i Tobago)
- Leeward Islands Cricket Association (Leeward Islands – pol. Wyspy Nawietrzne). Federacje członkowskie LICA:
  - Anguilla Cricket Association (Anguilla – terytorium zależne od Wielkiej Brytanii)
  - Antigua and Barbuda Cricket Association (Antigua i Barbuda – terytorium zależne od Wielkiej Brytanii)
  - British Virgin Islands Cricket Association (Brytyjskie Wyspy Dziewicze – terytorium zależne od Wielkiej Brytanii)
  - Montserrat Cricket Association (Montserrat – terytorium zależne od Wielkiej Brytanii)
  - Nevis Cricket Association (Nevis – część Saint Kitts i Nevis)
  - St. Kitts Cricket Association (Saint Kitts – część Saint Kitts i Nevis)
  - St. Maarten Cricket Association (Sint Maarten – terytorium zależne od Holandii)
  - United States Virgin Islands Cricket Association (Wyspy Dziewicze Stanów Zjednoczonych – terytorium zależne od Stanów Zjednoczonych)
- Windward Islands Cricket Board of Control (Windward Islands – pol. Wyspy Nawietrzne). Federacje członkowskie WICBC:
  - Dominica Cricket Association (Dominika)
  - Grenada Cricket Association (Grenada)
  - St. Lucia Cricket Association (Saint Lucia)
  - St. Vincent & the Grenadines Cricket Association (Saint Vincent i Grenadyny)

Wymienione związki (a także pojedyncze państwa i terytoria zależne wchodzące w ich skład) regularnie rozgrywają mecze pomiędzy sobą w lokalnych turniejach karaibskich.

## Pierwsze mecze i rekordy

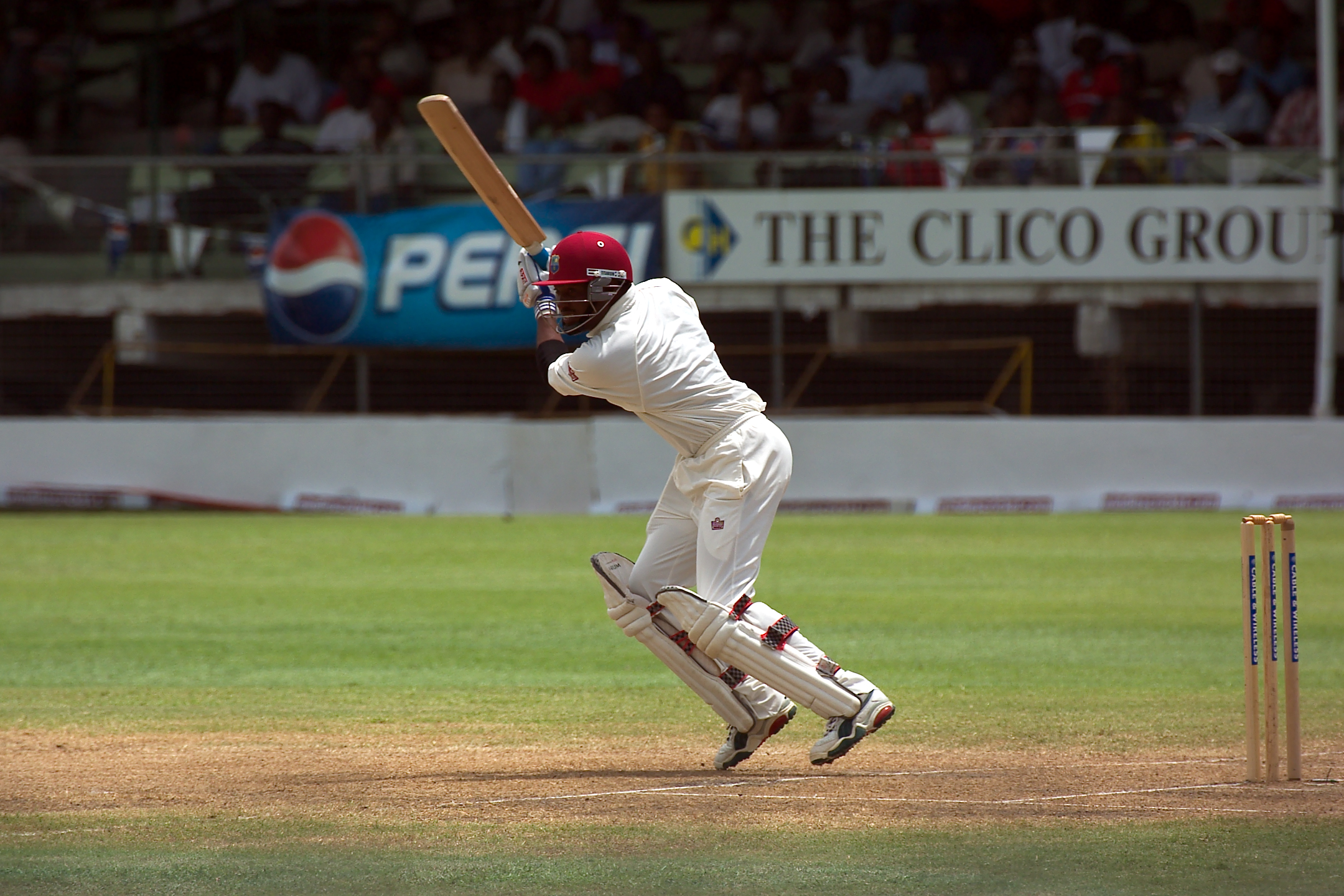
Reprezentant Indii Zachodnich Brian Lara, rekordzista świata w liczbie punktów zdobytych w jednym inningsie meczu testowego (400).

Indie Zachodnie swój pierwszy mecz testowy rozegrały pomiędzy 23 i 26 czerwca 1928. Przeciwnikiem była Anglia, która w Londynie zwyciężyła różnicą inningsa i 58 punktów. Pierwszymi punktowymi rekordzistami reprezentacji zostali Freddie Martin, zdobywca 44 punktów w pierwszym inningsie, oraz Joe Small, który w drugim osiągnął 52 punkty.
Punktowym rekordzistą drużyny (a także świata) jest od 2004 roku Brian Lara, który w pierwszym inningsie meczu z Anglią uzyskał 400 punktów (nie będąc wyautowanym).
Międzynarodowym debiutem w jednodniowej odmianie krykieta (ODI) było spotkanie przeciwko Anglii (5 września 1973), przegrane jednym wicketem. Pierwszym meczem Twenty20 rozegranym przez Indie Zachodnie była porażka po dogrywce z Nową Zelandią (16 lutego 2006).
Najwięcej występów w reprezentacji Indii Zachodnich:
- mecze testowe: Shivnarine Chanderpaul (Gujana) – 148 (lata 1994-2013)
- mecze ODI: Brian Lara (Trynidad i Tobago) – 295 (lata 1990-2007)
- mecze Twenty20: Darren Sammy (Saint Lucia) – 40 (lata 2007–2013)

Bilans Indii Zachodnich w meczach testowych (stan na 22 lutego 2017):
| Przeciwnik        | Liczba testów | Zwycięstwa | Porażki | Nierozstrzygnięte | Remisy |
| ----------------- | ------------- | ---------- | ------- | ----------------- | ------ |
| Anglia            | 151           | 54         | 46      | 51                | 0      |
| Australia         | 116           | 32         | 58      | 25                | 1      |
| Bangladesz        | 12            | 8          | 2       | 2                 | 0      |
| Indie             | 94            | 30         | 18      | 46                | 0      |
| Nowa Zelandia     | 45            | 13         | 13      | 19                | 0      |
| Pakistan          | 49            | 16         | 18      | 15                | 0      |
| Południowa Afryka | 28            | 3          | 18      | 7                 | 0      |
| Sri Lanka         | 17            | 3          | 8       | 6                 | 0      |
| Zimbabwe          | 8             | 6          | 0       | 2                 | 0      |
| Suma              | 520           | 165        | 181     | 167               | 1      |

## Udział w imprezach międzynarodowych

### Mistrzostwa świata
| Udział w mistrzostwach świata | Udział w mistrzostwach świata |
| Rok                           | Wynik                         |
| ----------------------------- | ----------------------------- |
| 1975                          | Mistrzostwo                   |
| 1979                          | Mistrzostwo                   |
| 1983                          | Wicemistrzostwo               |
| 1987                          | Faza grupowa                  |
| 1992                          | Faza grupowa                  |
| 1996                          | Półfinał                      |
| 1999                          | Faza grupowa                  |
| 2003                          | Faza grupowa                  |
| 2007                          | Super 8                       |
| 2011                          | Ćwierćfinał                   |
| 2015                          | Ćwierćfinał                   |
| 2019                          | Faza grupowa                  |
| 2023                          | –                             |

### ICC Champions Trophy
(rozgrywane jako ICC Knockout w 1998 i 2000 r.)
| Udział w ICC Champions Trophy | Udział w ICC Champions Trophy                          |
| Rok                           | Wynik                                                  |
| ----------------------------- | ------------------------------------------------------ |
| 1998                          | Wicemistrzostwo                                        |
| 2000                          | Runda kwalifikacyjna                                   |
| 2002                          | Faza grupowa                                           |
| 2004                          | Mistrzostwo                                            |
| 2006                          | Wicemistrzostwo                                        |
| 2009                          | Faza grupowa                                           |
| 2013                          | Faza grupowa                                           |
| 2017                          | Brak kwalifikacji (poza najlepszą ósemką rankingu ODI) |

### ICC World Twenty20
| Udział w ICC World Twenty20 | Udział w ICC World Twenty20 |
| Rok                         | Wynik                       |
| --------------------------- | --------------------------- |
| 2007                        | Faza grupowa                |
| 2009                        | Półfinał                    |
| 2010                        | Super 8                     |
| 2012                        | Mistrzostwo                 |
| 2014                        | Półfinał                    |
| 2016                        | Mistrzostwo                 |
| 2020                        | –                           |